# Benjamín Száraz
Benjamín Száraz (Nové Zámky, 9 marzo 1998) è un calciatore slovacco, portiere dello Zemplín Michalovce.

## Carriera

### Club
Cresciuto nel settore giovanile del Senica, nel gennaio del 2017 si trasferisce al DAC Dunajská Streda, con cui esordisce tra i professionisti il 27 maggio seguente, in occasione della partita di Superliga persa per 2-0 contro il Ružomberok. Dopo un breve periodo trascorso in prestito al Gabčíkovo, il 29 luglio 2021 passa a titolo temporaneo allo Zemplín Michalovce; il 1º luglio 2022 viene acquistato a titolo definitivo, firmando un annuale con il club gialloblù.

### Nazionale
Ha giocato nelle nazionali giovanili slovacche Under-17, Under-18 ed Under-19.

## Statistiche

### Presenze e reti nei club
Statistiche aggiornate al 24 gennaio 2023.
| Stagione                  | Squadra                   | Campionato                | Campionato | Campionato | Coppe nazionali | Coppe nazionali | Coppe nazionali | Coppe europee | Coppe europee | Coppe europee | Altre coppe | Altre coppe | Altre coppe | Totale | Totale |
| Stagione                  | Squadra                   | Comp                      | Pres       | Reti       | Comp            | Pres            | Reti            | Comp          | Pres          | Reti          | Comp        | Pres        | Reti        | Pres   | Reti   |
| ------------------------- | ------------------------- | ------------------------- | ---------- | ---------- | --------------- | --------------- | --------------- | ------------- | ------------- | ------------- | ----------- | ----------- | ----------- | ------ | ------ |
| gen.-giu. 2017            | DAC Dunajská Streda       | SL                        | 1          | -2         | CS              | 0               | 0               | -             | -             | -             | -           | -           | -           | 1      | -2     |
| 2017-2018                 | DAC Dunajská Streda       | SL                        | 0          | 0          | CS              | 2               | -1              | -             | -             | -             | -           | -           | -           | 2      | -1     |
| 2019-2020                 | DAC Dunajská Streda       | SL                        | 3          | -1         | CS              | 2               | 0               | UEL           | 0             | 0             | -           | -           | -           | 5      | -1     |
| 2020-2021                 | DAC Dunajská Streda       | SL                        | 1          | 0          | CS              | 2               | -3              | UEL           | 0             | 0             | -           | -           | -           | 3      | -3     |
| Totale DAC Dun. Streda    | Totale DAC Dun. Streda    | Totale DAC Dun. Streda    | 5          | -3         |                 | 6               | -4              |               | 0             | 0             |             | -           | -           | 11     | -7     |
| 2019-2020                 | Šamorín                   | 2.L                       | 6          | -4         | CS              | -               | -               | -             | -             | -             | -           | -           | -           | 6      | -4     |
| 2020-2021                 | Šamorín                   | 2.L                       | 10         | -6         | CS              | -               | -               | -             | -             | -             | -           | -           | -           | 10     | -6     |
| Totale Šamorín            | Totale Šamorín            | Totale Šamorín            | 16         | -10        |                 | -               | -               |               | -             | -             |             | -           | -           | 16     | -10    |
| 2021-2022                 | Zemplín Michalovce        | SL                        | 18         | -21        | CS              | 1               | -2              | -             | -             | -             | -           | -           | -           | 19     | -23    |
| 2022-2023                 | Zemplín Michalovce        | SL                        | 14         | -19        | CS              | 0               | 0               | -             | -             | -             | -           | -           | -           | 14     | -19    |
| Totale Zemplín Michalovce | Totale Zemplín Michalovce | Totale Zemplín Michalovce | 32         | -40        |                 | 1               | -2              |               | -             | -             |             | -           | -           | 33     | -42    |
| Totale carriera           | Totale carriera           | Totale carriera           | 53         | -53        |                 | 7               | -6              |               | 0             | 0             |             | -           | -           | 60     | -59    |